# Kleiner Momella-See
Der Kleine Momella-See ist der zweitgrößte der Momella-Seen im Arusha-Nationalpark Tansanias.

## Beschreibung
Er liegt im Nordosten des Nationalparks und ist ganzjährig mit Wasser gefüllt. Er entstand als Folge der letzten großen Eruption des Mount Meru vor ca. 6000 Jahren.
Der Kleine Momella-See wird überwiegend durch Grundwasser gespeist.

## Bilder

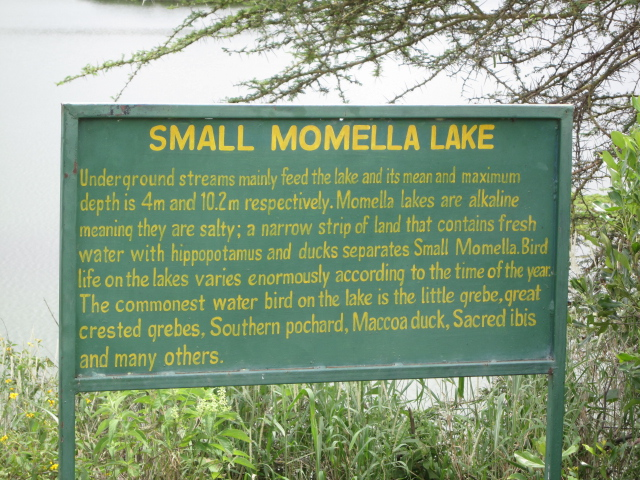
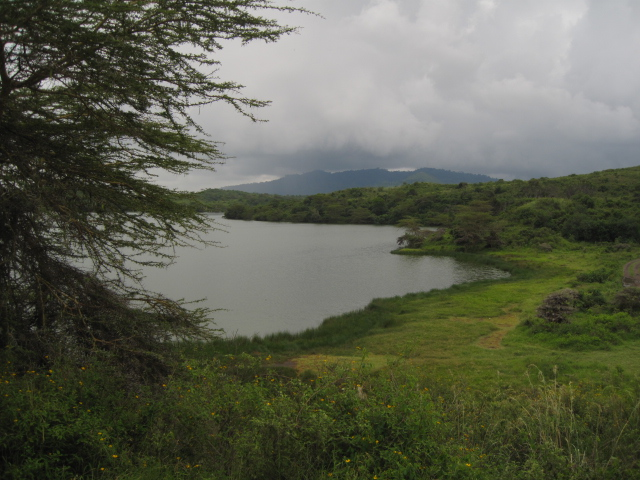
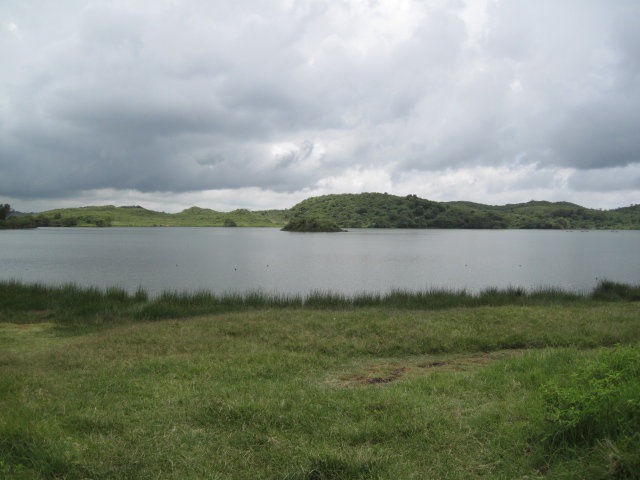